# John Quelch
John Quelch (Londra, 1666 – Boston, 30 giugno 1704) è stato un pirata inglese.

Jolly Roger di John Quelch

Variante sempre attribuita a John Quelch, in quanto la descrizione agli atti del processo rendono difficile dare un'interpretazione univoca

Non si sa quasi nulla sulla sua nascita e sui suoi primi anni di vita; si sa che nacque a Londra, in Inghilterra, nel 1666.

## Biografia

### Pirateria
Nell'agosto del 1703 prese la nave Charles e partì per il Sud Atlantico. Assaltò una nave portoghese senza tener conto che in quel periodo Inghilterra e Portogallo erano in pace. Le due nazioni reagirono e quindi lo catturarono.

### Morte
Dopo la cattura venne portato a Boston dove, in mezzo a una folla di gente, era installato un patibolo per l'impiccagione del pirata. Venne impiccato e poi buttato tra le onde del mare. Era il 30 giugno 1704.

### Jolly Roger
Quello di John Quelch è uno dei primi Jolly Roger della storia. Vi è rappresentato un uomo nudo con in mano una clessidra e una lancia nell'atto di trafiggere un cuore che gocciola di sangue. Significava che il tempo per le vittime era scaduto. Il tema della bandiera venne riutilizzato da altri due famosi pirati: Edward Teach e Bartholomew Roberts.